# Миклавец
Миклавец је насељено место у саставу општине Подтурен у Међимурској жупанији, Хрватска. До територијалне реорганизације у Хрватској налазио се у саставу старе општине Чаковец.

## Становништво
На попису становништва 2011. године, Миклавец је имао 474 становника.

## Попис1991.
На попису становништва 1991. године, насељено место Миклавец је имало 607 становника, следећег националног састава:
| Попис 1991.‍  | Попис 1991.‍  | Попис 1991.‍ | Попис 1991.‍ | Попис 1991.‍ |
| ------------ | ------------ | ----------- | ----------- | ----------- |
|              |              |             |             |             |
| Хрвати       | Хрвати       |             | 571         | 94,06%      |
| Југословени  | Југословени  |             | 1           | 0,16%       |
| Муслимани    | Муслимани    |             | 1           | 0,16%       |
| Словенци     | Словенци     |             | 1           | 0,16%       |
| неопредељени | неопредељени |             | 2           | 0,32%       |
| непознато    | непознато    |             | 31          | 5,10%       |
| укупно: 607  |              |             |             |             |